# Hit the Road Jack
Hit the Road Jack is een bekend nummer van de Amerikaanse artiest Ray Charles. Het nummer verscheen niet op een regulier studioalbum, maar kwam in juni 1961 uit als single.

## Achtergrond
De tekst is een discussie tussen een vrouw en haar voormalige geliefde. De man wordt zonder pardon het huis uitgezet.
Hit the Road Jack is geschreven door Percy Mayfield. Hij nam het zelf in 1960 voor het eerst op in een a-capella-demo, die hij naar producer Art Rupe stuurde. In 1961 werd het nummer opgenomen door Ray Charles. Op de versie van Charles is ook The Raelettes-zangeres Margie Hendrix te horen. Het groeide uit tot een van de bekendste nummers van Charles en stond twee weken op de eerste plaats in de Amerikaanse Billboard Hot 100. In 1962 won zijn opname een Grammy Award in de categorie Best R&B Performance, de tweede van vier opeenvolgende winsten van Charles in deze categorie. Het tijdschrift Rolling Stone zette het nummer op plaats 387 in hun lijst The 500 Greatest Songs of All Time. Later in 1961 brachten The Chantels een antwoordlied uit met de titel Well, I told you, dat piekte op plaats 29.
Hit the Road Jack is gecoverd door een aantal artiesten. In 1976 bracht de Canadese band The Stampeders een rockversie uit, waarop de hoofdpersoon een telefoongesprek voert met radio-dj Wolfman Jack. Deze versie kwam in Canada op de zesde plaats, terwijl in de Verenigde Staten de veertigste positie werd gehaald. Ook in Nederland werd het een succes met de zesde plaats in zowel de Top 40 als de Nationale Hitparade. In Vlaanderen kwam het tot de negende plaats in de voorloper van de Ultratop 50.
In 1989 bracht Debbie D een hiphopversie uit onder de titel Hit the Rap Jack, dat vanuit het vrouwelijk oogpunt wordt verteld. Dit nummer kwam in Nederland tot de 26e plaats in zowel de Top 40 als de Nationale Hitparade Top 100, terwijl in Vlaanderen de 37e plaats wordt behaald in de voorloper van de Ultratop 50. Ook in 1989 coverde Buster Poindexter Hit the Road Jack voor de film The Dream Team. Deze versie kwam in Nederland niet in de Top 40, maar bleef steken op de derde plaats in de Tipparade. In de Nationale Hitparade Top 100 behaalde het wel de veertigste plaats. In Vlaanderen werd de 28e plaats in de voorloper van de Ultratop 50 gehaald. Deze versie is ook te horen in de film The House That Jack Built uit 2018.

## Hitnoteringen

### Ray Charles

#### NPO Radio 2 Top 2000
Hit the Road Jack stond alleen in 2015 in de NPO Radio 2 Top 2000, op plek 1495.

### The Stampeders

#### Nederlandse Top 40
| Hitnotering: 8 mei 1976 t/m 5 juni 1976 | Hitnotering: 8 mei 1976 t/m 5 juni 1976 | Hitnotering: 8 mei 1976 t/m 5 juni 1976 | Hitnotering: 8 mei 1976 t/m 5 juni 1976 | Hitnotering: 8 mei 1976 t/m 5 juni 1976 | Hitnotering: 8 mei 1976 t/m 5 juni 1976 | Hitnotering: 8 mei 1976 t/m 5 juni 1976 |
| Week                                    | 1                                       | 2                                       | 3                                       | 4                                       | 5                                       |                                         |
| --------------------------------------- | --------------------------------------- | --------------------------------------- | --------------------------------------- | --------------------------------------- | --------------------------------------- | --------------------------------------- |
| Positie                                 | 19                                      | 7                                       | 6                                       | 18                                      | 33                                      | uit                                     |

#### Nationale Hitparade
| Hitnotering: 8 mei 1976 t/m 29 mei 1976 | Hitnotering: 8 mei 1976 t/m 29 mei 1976 | Hitnotering: 8 mei 1976 t/m 29 mei 1976 | Hitnotering: 8 mei 1976 t/m 29 mei 1976 | Hitnotering: 8 mei 1976 t/m 29 mei 1976 | Hitnotering: 8 mei 1976 t/m 29 mei 1976 |
| Week                                    | 1                                       | 2                                       | 3                                       | 4                                       |                                         |
| --------------------------------------- | --------------------------------------- | --------------------------------------- | --------------------------------------- | --------------------------------------- | --------------------------------------- |
| Positie                                 | 11                                      | 6                                       | 9                                       | 22                                      | uit                                     |

#### NPO Radio 2 Top 2000
| Nummer met noteringen in de NPO Radio 2 Top 2000 | '99  | '00  | '01  |
| ------------------------------------------------ | ---- | ---- | ---- |
| Hit the Road Jack                                | 1801 | 1834 | 1901 |

1. ↑  Een vetgedrukt getal geeft de hoogste notering aan.
2. ↑  Deze tabel is bijgewerkt tot en met de meest recente editie (2024).

### Debbie D

#### Nederlandse Top 40
| Hitnotering: 8 april 1989 t/m 29 april 1989 | Hitnotering: 8 april 1989 t/m 29 april 1989 | Hitnotering: 8 april 1989 t/m 29 april 1989 | Hitnotering: 8 april 1989 t/m 29 april 1989 | Hitnotering: 8 april 1989 t/m 29 april 1989 | Hitnotering: 8 april 1989 t/m 29 april 1989 |
| Week                                        | 1                                           | 2                                           | 3                                           | 4                                           |                                             |
| ------------------------------------------- | ------------------------------------------- | ------------------------------------------- | ------------------------------------------- | ------------------------------------------- | ------------------------------------------- |
| Positie                                     | 30                                          | 26                                          | 30                                          | 32                                          | uit                                         |

#### Nationale Hitparade
| Hitnotering: 25 maart 1989 t/m 20 mei 1989 | Hitnotering: 25 maart 1989 t/m 20 mei 1989 | Hitnotering: 25 maart 1989 t/m 20 mei 1989 | Hitnotering: 25 maart 1989 t/m 20 mei 1989 | Hitnotering: 25 maart 1989 t/m 20 mei 1989 | Hitnotering: 25 maart 1989 t/m 20 mei 1989 | Hitnotering: 25 maart 1989 t/m 20 mei 1989 | Hitnotering: 25 maart 1989 t/m 20 mei 1989 | Hitnotering: 25 maart 1989 t/m 20 mei 1989 | Hitnotering: 25 maart 1989 t/m 20 mei 1989 | Hitnotering: 25 maart 1989 t/m 20 mei 1989 |
| Week                                       | 1                                          | 2                                          | 3                                          | 4                                          | 5                                          | 6                                          | 7                                          | 8                                          | 9                                          |                                            |
| ------------------------------------------ | ------------------------------------------ | ------------------------------------------ | ------------------------------------------ | ------------------------------------------ | ------------------------------------------ | ------------------------------------------ | ------------------------------------------ | ------------------------------------------ | ------------------------------------------ | ------------------------------------------ |
| Positie                                    | 82                                         | 61                                         | 35                                         | 26                                         | 27                                         | 39                                         | 49                                         | 68                                         | 91                                         | uit                                        |

### Buster Poindexter

#### Nationale Hitparade
| Hitnotering: 14 oktober 1989 t/m 25 november 1989 | Hitnotering: 14 oktober 1989 t/m 25 november 1989 | Hitnotering: 14 oktober 1989 t/m 25 november 1989 | Hitnotering: 14 oktober 1989 t/m 25 november 1989 | Hitnotering: 14 oktober 1989 t/m 25 november 1989 | Hitnotering: 14 oktober 1989 t/m 25 november 1989 | Hitnotering: 14 oktober 1989 t/m 25 november 1989 | Hitnotering: 14 oktober 1989 t/m 25 november 1989 | Hitnotering: 14 oktober 1989 t/m 25 november 1989 |
| Week                                              | 1                                                 | 2                                                 | 3                                                 | 4                                                 | 5                                                 | 6                                                 | 7                                                 |                                                   |
| ------------------------------------------------- | ------------------------------------------------- | ------------------------------------------------- | ------------------------------------------------- | ------------------------------------------------- | ------------------------------------------------- | ------------------------------------------------- | ------------------------------------------------- | ------------------------------------------------- |
| Positie                                           | 82                                                | 65                                                | 50                                                | 42                                                | 40                                                | 56                                                | 71                                                | uit                                               |

## Varia
Vanwege de populariteit van dit nummer is Hit the road, Jack in het Engels een bekende vaste uitdrukking geworden, die zoveel als "hoepel op" betekent.
1. ↑  (en) hit the road jack, Urban Dictionary